# Harry Chess
Harry Chess é o personagem principal da primeira história em quadrinhos ou banda desenhada de temática gay, criado em 1964. Foi concebido e desenhado por Al Shapiro, sob o pseudônimo de A. Jay, como uma paródia do clichê de agente secreto popularizado nos anos 60, como exemplificado por The Man from UNCLE e a franquia James Bond. Em vez dos temas românticos heterossexuais comuns do material de origem, as aventuras de Harry Chess eram abertamente homossexuais, destinadas a atrair leitores gays do sexo masculino.

## Personagens

### Harry Chess
O nome Harry Chess é um trocadilho que se refere ao seu peito peludo (hairy chest em inglês). Ele tem um rosto longo e fino com um queixo proeminentemente fendido e é um ex-artista de trapézio. A personagem Harry Chess afirmava uma abordagem bem-humorada e positiva ao sexo e à vida gay, algo inédito até então.

### Parceiros
O seu companheiro de aventuras é o seu irmão adotivo Mickey Muscle,  um fisiculturista adolescente desarticulado.
Em That Man from AUNTIE, "AUNTIE" significa "Agents' Undercover Network to Investigate Evil", parodiando o anagrama "UNCLE" da série de televisáo, trocando a palavra pela versão feminina auntie (tia em português), a gíria gay afetuosa para um homem gay mais velho. Harry e Mickey mais tarde se tornariam membros da FUGG ("Federal Undercover Gay Goodguys").

### Antagonistas
Os vilões eram semelhantes às ameaças que os gays enfrentavam na época, sendo alguns representados como estereótipos ou versões mascaradas de personalidades conservadoras, religiosas e abertamente homofóbicas, sempre com um toque de humor. Por exemplo, em uma edição, Harry Chess e Mickey Muscle descobrem uma conspiração para misturar vidro moído em tanques na fábrica “Cay-Why”, uma referência ao K-Y Jelly, um lubrificante sexual. O texto da história em quadrinhos estava cheio de gírias gays, insinuações homoeróticas e duplo sentido que corriam o risco de serem rotulados como obscenos pelo Serviço Postal dos Estados Unidos.
As suas histórias também apresentavam momentos de sátira política contemporânea, parodiando as famílias de figuras republicanas como Spiro Agnew, Richard Nixon e Ronald Reagan.

## Estilo
As ilustrações eram caracterizadas frequentemente por homens musculosos e peludos, vestindo roupas justas e reveladoras, se é que usavam alguma roupa.

## Publicações
Harry Chess foi criado por Allen J. Shapiro (1932–1987), sob o pseudônimo de A. Jay, em novembro de 1964 na revista Drum, uma publicação homófila. Ganhando ímpeto, o personagem tornou-se pouco depois o protagonista da saga Harry Chess: That Man from AUNTIE, que começou a ser publicado na mesma revista em março de 1965 e terminou em 1966. As primeiras tiras, editadas pelo editor Clark Polak, foram reimpressas numa coleção intitulada The Uncensored Adventures of Harry Chess 0068 7/8: That Man from AUNTIE (1966).
Após a revista Drum ter encerrado a sua publicação, as histórias do personagem continuaram a ser publicadas na revista Queen's Quarterly.
Em 1977, a série foi introduzida na revista Drummer, onde Shapiro atuou como diretor de arte.
As histórias foram reimpressas em vários volumes da série Meatmen da Leyland Publications na década de 1980.

## Legado
Harry Chess foi uma importante parte do movimento de libertação gay. O editor de Drum, Clark Polak, queria "colocar o 'sexo' de volta em 'homossexual'" e usou a história de Harry Chess para fazer exatamente isso.
Harry Chess “serviu também como um emblema de transgressão política”. A história de banda desenhada era conhecida pelas suas farpas políticas, trocadilhos ridículos, piadas judaicas e erros de ortografia.